# Kenneth Branagh
Sir Kenneth Charles Branagh (/ˈbrænə/; sinh ngày 10 tháng 12 năm 1960) là một diễn viên, đạo diễn, nhà sản xuất và nhà biên kịch người Bắc Ireland sinh ra ở Belfast. Branagh được đào tạo tại Học viện Nghệ thuật Sân khấu Hoàng gia ở Luân Đôn, và vào năm 2015 đã kế tục Richard Attenborough làm Chủ tịch của nó. Ông đã đạo diễn hoặc đóng vai chính trong một số bộ phim chuyển thể của William Shakespeare, bao gồm Henry V (mà ông được đề cử cho Giải Oscar) cho giải Oscar cho Nam diễn viên xuất sắc nhất và giải Oscar cho đạo diễn xuất sắc nhất và đạo diễn xuất sắc nhất, Much Ado About Nothing (1993), Othello (1995), Hamlet (1996)(mà ông đã được đề cử cho Học viện cho Kịch bản chuyển thể xuất sắc nhất), Love's Labour's Lost (2000), và As You Like It (2006).
Branagh cũng đóng vai chính trong nhiều bộ phim truyền hình khác bao gồm Fortunes of War (1987), Woody Allen's  Celebrity (1998), Wild Wild West (1999), The Road to El Dorado (2000), Conspiracy (2001), Harry Potter and the Chamber of Secrets (2002), Warm Springs (2005), vai thiếu tướng Henning von Tresckow in Valkyrie (2008), The Boat That Rocked (2009), Wallander (2008–2016), My Week with Marilyn (2011) trong vai Sir Laurence Olivier (Giải thưởng Viện hàn lâm) được đề cử cho Giải Oscar cho Nam diễn viên phụ xuất sắc nhất, và trong vai Royal Navy Commander Bolton trong phim hành động Dunkirk (2017). Ông đã đạo diễn những bộ phim nổi tiếng như Dead Again (1991), trong đó ông cũng đóng vai chính, Swan Song (1992) (Academy Award được đề cử cho Phim ngắn ngắn hay nhất, Mary Shelley's Frankenstein (1994) trong đó ông diễn chính, The Magic Flute (2006), Sleuth (2007), phim bom tấn siêu anh hùng Thor (2011), phim hành động Jack Ryan: Shadow Recruit (2014) trong đó ông cũng đồng diễn viên chính Cinderella (2015) của Walt Disney, và diễn vai thám tử lừng danh Hercule Poirot trong tác phẩm của Agatha Christie chuyển thể thành phim Án mạng trên chuyến tàu tốc hành Phương Đông (2017) và Án mạng trên sông Nile (2022).
Ông cũng tường thuật trong các bộ phim tài liệu của BBC Walking with Dinosaurs (đóng vai chính vào năm 1999) (cũng như The Ballad of Big Al), Walking with Beasts (2001) và Walking with Monsters (2005). Branagh đã được đề cử cho năm giải thưởng của Viện Hàn lâm, năm Quả cầu vàng, và đã giành được ba BAFTA, và một Emmy. Ông được phong tước hiệp sỹ vào dịp sinh nhật năm 2012 và được phong tước vào ngày 9 tháng 11 năm 2012.

## Tiểu sử
Branagh sinh ra trong gia đình có ba người con, được sinh ra ở Belfast, con trai của Frances (nhũ danh Harper) và William Branagh, một người thợ sửa ống nước và người thợ mộc, người điều hành một công ty chuyên lắp ghép và trần treo. Năm 9 tuổi, anh chuyển đến Reading, Berkshire, Anh, để thoát khỏi the Troubles. Ông được giáo dục tại Trường tiểu học Grove, Trường Tiểu học Whiteknights, sau đó là Trường Trung học Meadway, Tilehurst, nơi ông diễn xuất trong các tác phẩm của trường như Toad of Toad Hall và Oh, What a Lovely War!. Ở trường, anh đã nhận được Received Pronunciation để tránh bị bắt nạt. Trên danh tính của mình ngày hôm nay, ông đã nói, "Tôi cảm thấy Ireland. Tôi không nghĩ rằng bạn có thể đưa Belfast ra khỏi cậu bé này", và ông cho rằng "tình yêu của ông về ngôn từ" đối với di sản của ông Ailen. Ông được biết là đã tham dự Hội đọc sách và điện ảnh (nghiệp dư) của Reading và bây giờ là một thành viên của Progress Theatre và bây giờ ông là người bảo trợ. Branagh tiếp tục đào tạo tại Học viện Nghệ thuật Sân khấu Hoàng gia ở Luân Đôn.